# E viva Montenegro!
E viva Montenegro! (orig. talijanski, u prijevodu Živjela Crna Gora!), poklič, geslo, moto koji je 1990-ih simbolizirao političku borbu za neovisnu Crnu Goru.
Originalno se E viva Montenegro! izgovarao E viva vero Montenegro! (u prijevodu Živjela prava/istinska Crna Gora!) i koristili su ga, raznim prigodama, Crnogorci okupljeni u vojarnama u Italiji nakon Božićne pobune (vidi opširnije: Crnogorska vojska 1919. – 1921.).
E viva Montenegro! je nanovo promoviran početkom 1990-ih na skupovima koje je organizirao Liberalni savez Crne Gore (LSCG), u to vrijeme glavna stranka koja se zalagala za crnogorsku neovisnost od SRJ odnosno od Srbije. On se skandirao skupa s podignuta dva prsta u obliku slova L (palac i kažiprst) koji je označavao pripadnost LSCG-u (liberali). . Danas su ovo dominantno simboli Liberalne partije u Crnoj Gori.
Tijekom kampanje za referendum o neovisnosti Crne Gore E viva Montenegro! je bio glavni moto suverenističkog bloka koji je na kraju pobijedio. Poklič se izvikuje i prigodom prosvjeda pristaša Crnogorske pravoslavne Crkve koji se bore da im Srpska pravoslavna Crkva vrati crkve u Crnoj Gori.
Sada se E viva Montenegro! skandira tijekom natjecanja športskih reprezentacija Crne Gore i na prosvjedima.

## Vanjske poveznice
- Liberalna partija Crne Gore / Članci: »Rabrenović: Lekić potvrdio da se distancirao od Crne Gore« (crnog.)
- Porijeklo pokliča „E viva Montenegro“, 9. kolovoza 2012.  (crnog.)